# Dendropsophus werneri
Dendropsophus werneri es una especie de anfibios de la familia Hylidae. Es endémica de Brasil.
Sus hábitats naturales incluyen praderas parcialmente inundadas, pantanos, marismas de agua dulce, corrientes intermitentes de agua, pastos y zonas agrícolas inundadas.